# Denk (Band)
Denk (eigene Schreibweise DENK) ist eine Rockband aus dem Großraum Wien. Sie spielt Rock und Pop gesungen im Wiener Dialekt. Frontfrau Birgit Denk, die schon länger an der Seite von Kurt Ostbahn bekannt ist, gründete mit Musikerfreunden zuerst die Metal-Gruppe Hertz und später 2000 die Band DENK.

## Geschichte

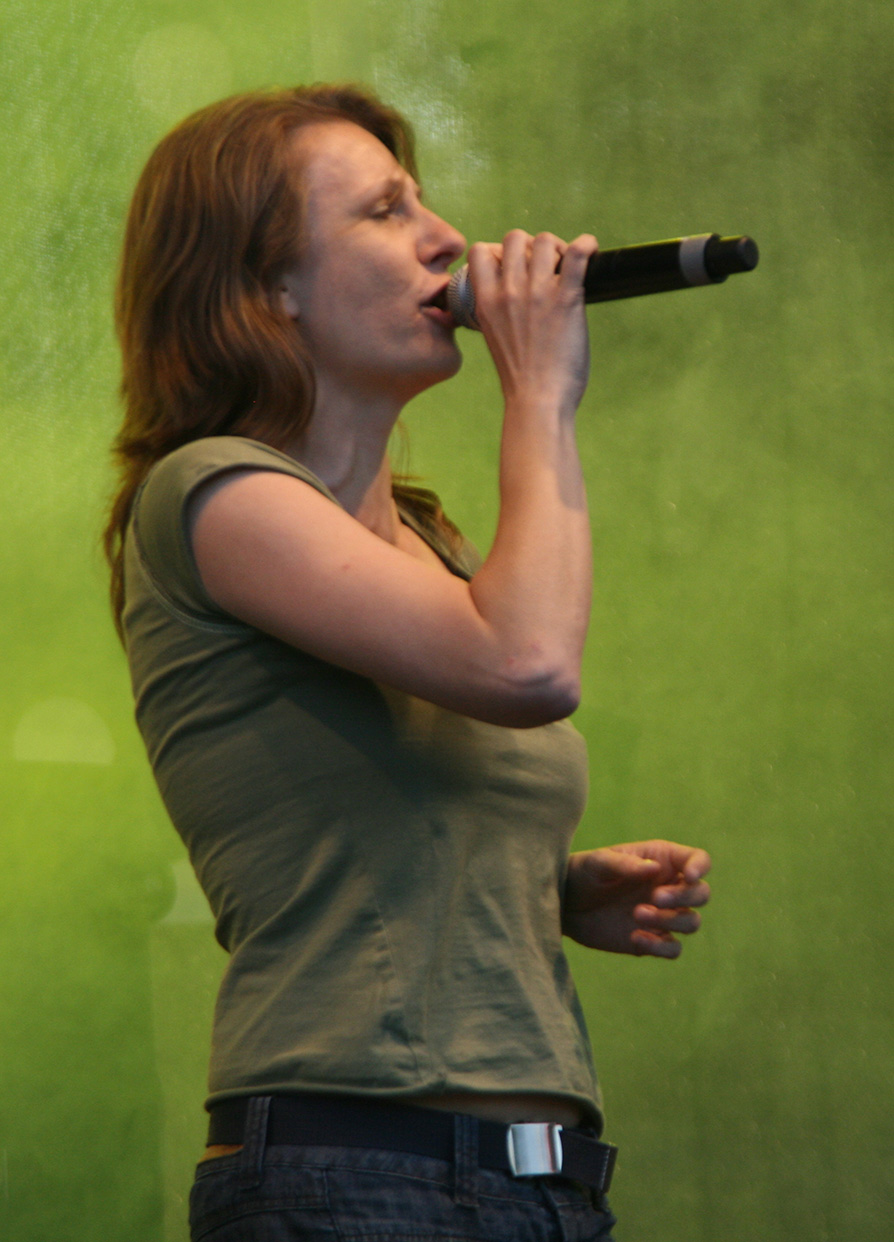
Birgit Denk (Wien 2008)

Ihre erste Maxi-CD hatte den gleichen Namen wie die Band und beinhaltete fünf Lieder. Sie spielten in Locations wie dem Wiener Reigen oder dem Chelsea. Ihr erster größerer Erfolg folgte 2003 mit ihrem ersten Album Ausgsteckt, einer Live-CD eines Unplugged-Konzerts. Von da an vergrößerte sich ihr Stammpublikum.
2004 veröffentlichte sie ihr zweites Album Hoits eich an!. Dies war eine Studioversion, diesmal aber die elektrische Version mit E-Gitarren (sie selber bezeichnen es mit „wild & gefährlich“). Darunter sind auch zwei Coverversionen, die Birgit Denk ins Wienerische übersetzt hatte.
Es folgten Konzerte mit immer mehr Zuschauern, darunter die Höhepunkte wie z. B. ein gemeinsamer Auftritt mit der Band S.T.S. oder 2005 der Auftritt auf der Hauptbühne beim Donauinselfest. 2006 wurde DENK für zwei Amadeus Austrian Music Awards nominiert.
2006 wurden das Album Laut präsentiert, eine Tournee in Deutschland und Österreich bestritten und im Herbst zwei Konzerte in Rappoltenkirchen aufgenommen.
Am 9. März 2007 erschien das Album Ausgsteckt in Rappoltenkirchen (ausg'steckt bedeutet so viel wie unplugged) und gleichnamig die erste DVD der Band, die Mitschnitte von den zwei Konzerttagen im November 2006 im Pezihaus Rappoltenkirchen enthält.
2008 ging die Band wieder auf Tour – Es is guad. Das besondere daran war, dass sich der Musikstil nach dem Konzertort richtete: Mit E-Gitarren-Rock oder aber auch unplugged oder gemischt.
2010 wurde anlässlich des 10-jährigen Bandjubiläums das Studioalbum Tua weida veröffentlicht mit zwölf neuen Liedern, die nach wie vor dem Wiener Dialekt dienen und musikalisch vielfältig gestaltet sind.
2012 wurde unter dem Namen Birgit Denk & Die Novaks die CD Ich wünsch mir zum Geburtstag einen Vorderzahn mit Kabarettliedern der 1950er Jahre veröffentlicht. Die CD entstand nach einer erfolgreichen Konzertreihe.
2013 begann DENK auch zu dritt als „DENK“ Trio kleine Locations zu bespielen.
Seit November 2014 ist Birgit Denk mit ihrer Band in der ORF-Sendung Denk mit Kultur zu sehen.
2015 feierte die Band ihr 15-jähriges Bestehen mit einer CD und einer ausgedehnten Konzertreihe.

## Stil
Ihr Stil reicht von ruhigen Rockballaden bis zu harten Gitarrenklängen (Rock, Pop). Mit Birgit Denk hat die Band eine Frontfrau, die nicht nur in mehreren Genres singen kann, sondern auch mit Witz durch die Konzerte führt.
Die Programme werden auch laufend in sogenannten „ausgsteckt“-Formaten dargeboten. Die aktuellen Titel werden musikalisch bearbeitet und dem Konzertrahmen entsprechend dargeboten.
Seit 2012 erweiterte DENK ihre musikalische Bandbreite. Birgit Denk ist jetzt mit ihrer Band, erweitert durch Geige und Bratsche, als Die Novaks unterwegs und interpretiert Kabarettlieder der 1950er Jahre neu.

## Diskografie
Alben
- 2001: DENK (Studio-Maxi bei Hoanzl)
- 2003: Ausgsteckt (Live-unplugged bei Musica)
- 2004: Hoits eich an (Studioalbum bei Universal)
- 2006: Laut (Studioalbum bei Universal)
- 2007: Ausgsteckt in Rappoltenkirchen (Live-unplugged-CD und Live-DVD bei Universal)
- 2010: Tua weida (Studioalbum bei Pate Records; gefördert durch den österreichischen Musikfonds)
- 2011: Schoff da an Goaten au (Gartenlieder zur Serie Der wilde Gärtner; erschienen bei Hoanzl)
- 2012: Ich wünsch mir zum Geburtstag einen Vorderzahn (Kabarettlieder der 50er Jahre; erschienen bei Rohscheibe)
- 2014: Durch die Wüste
- 2015: DENK Schmankerl das Beste aus 15 Jahren (Best-of-Album erschienen bei Rohscheibe/Hoanzl)
- 2017: Tänker
- 2021: Erdbeeren und Musik

Birgit Denk ist außerdem auf CDs von Kurt Ostbahn, Alkbottle, Slow Club, Naca 7, Rudl, Beckermeister, Gert Steinbäcker und Christina Stürmer zu hören.